# RSK山陽放送
RSK山陽放送株式会社（日语：／ Āruesukē San'yō Hōsō Kabushikigaisha */?），通稱山陽放送，簡稱RSK（取自於其舊名「山陽電台」的英文名Radio Sanyo K.K.），是日本的一家廣電兼營台。岡山放送的中頻廣播播出地區為岡山縣，是JRN和NRN聯播網成員，識別呼號是JOYR，於1953年10月1日開始播出；無線電視播出地區為岡山縣及香川縣，是JNN聯播網成員，識別呼號是JOYR-DTV，於1958年6月1日開始播出，遙控器號碼是6頻道。
2019年，山陽放送實施公司結構改革，公司名稱改為RSK控股，成為日本的大都市圈之外第一個廣播控股公司。而電視、廣播業務則由新成立的「RSK山陽放送」繼承。本文介紹2019年改為廣播控股公司之前的山陽放送，以及2019年之後RSK山陽放送的業務內容。

## 資本構成
下表列出控股公司成立之前的2015年3月31日時山陽放送的主要股東:389：
| 資本金  | 發行股份總數 | 股東數 |
| ------- | ------------ | ------ |
| 3億日元 | 600,000股    | 757    |

| 股東         | 持股數   | 比例   |
| ------------ | -------- | ------ |
| 岡山縣政府   | 60,000股 | 10.00% |
| 山陽新聞社   | 44,710股 | 07.45% |
| 可樂麗       | 32,000股 | 05.33% |
| 岡山市政府   | 31,420股 | 05.23% |
| 天滿屋       | 24,100股 | 04.01% |
| 倉敷紡績     | 24,000股 | 04.00% |
| 小松原真一郎 | 20,000株 | 03.38% |
| 岡崎共同     | 15,000株 | 02.50% |
| 中國銀行     | 13,000株 | 02.30% |
| 友田重文     | 11,000株 | 01.90% |

## 歷史
1952年，在日本各地出現申請設立民營廣播的熱潮這一背景下，岡山縣政界和財界也出現要求開設民營廣播的運動:18。同年11月1日，山陽新聞社、岡山縣政府、岡山市政府、天滿屋舉辦了山陽電台（ラジオ山陽）第一屆發起人會，並在11月29日向郵政省提交民營廣播設立申請，開始準備設立山陽電台:18-19。翌年4月1日，山陽電台舉辦創立總會:24，並在同年5月1日開始改建天滿屋別館大樓作為總部使用:25。
1953年10月1日上午10時，山陽電台正式開始播出廣播節目，成為日本第21家民營廣播電台:27。開播後第一個半年，山陽電台錄得380萬日元的虧損:30。但自1954年度上半期開始，山陽電台扭虧為盈，經營狀況開始好轉:30。1954年度，山陽電台實現了153萬日元的盈利:33。1956年，山陽電台還實施了首次股票分紅，並在津山市設立轉播站，令其電波覆蓋岡山縣北部地區:34。在1955年，山陽電台修建了日本民營廣播界第一棟員工住宅:32。
山陽電台在廣播開播後不到一個月之內就在1953年10月27日申請了電視執照:26。為了將電波覆蓋香川縣，山陽電台決定將主要電視訊號發射站修建在金甲山:36。1958年6月1日，山陽電台正式開始播出電視節目，成為日本第7家民營電視台:39。開播當時，山陽電台每天平均播出不到6小時的電視節目，其中50%來自東京電台電視台、20%來自日本電視台、10%來自大阪電視放送，其他20%則自行調達:39。但隨著西日本放送開播，山陽電台電視台在同年10月開始停止播出日本電視台的節目:40。1959年，山陽電台的電視部門加入JNN聯播網:42。
由於業務增加導致辦公空間顯得日益狹小，山陽電台在1960年決定提前開始建設放送會館的計劃:44。1961年6月，山陽電台開始修建新總部。同年為反映電視取代廣播成為主營業務的現狀，山陽電台在9月1日將公司名稱改為山陽放送:46。翌年3月開始，山陽放送各部門依次遷入放送會館，並從5月1日開始完全在放送會館辦公:48。1963年10月，山陽放送首次實現單月營業額超過10億日元:54。翌年山陽放送在高松市開設分公司，加強在四國的業務:56。1981年，山陽放送高松分公司改名為四國分公司:94。
1966年，山陽放送開始播出彩色電視節目:60，兩年後山陽放送實現自製地方新聞彩色化:64。在開播20週年的1973年，山陽放送導入了企業識別系統，啟用了第二代商標（也是現行商標）:76。同年山陽放送開設了其首個海外支局貝魯特支局:76（在1976年因黎巴嫩形勢惡化而遷至開羅:82）。1979年，山陽放送對總部進行了擴建:90。
1980年，山陽放送開始播出立體聲電視節目，成為岡山·香川地區第一個播出立體聲節目的電視台:92。在1988年瀨戶大橋通車之際，山陽放送協助JNN聯播網各台共同製作新聞特別節目，並在瀨戶大橋博覽會開設了衛星攝影棚，提供博覽會的最新資訊:110。翌年山陽放送啟用新的新聞攝影棚，並導入了衛星新聞轉播（SNG）系統:114。1991年波斯灣戰爭時，由於山陽放送開設的開羅支局負責中東區域的新聞，因此山陽放送在JNN對波斯灣戰爭的報道中發揮重要作用:118。1999年，山陽放送憑藉對香川縣豐島的工業廢棄物進行的持續報道而獲得民放聯盟賞最優秀賞的肯定:136。2001年，山陽放送首次製作高畫質電視節目:140。
2006年12月1日，山陽放送開始播出數位電視訊號，並在2011年7月24日停止播出類比電視訊號。2012年，山陽放送關閉了開羅支局。
2017年，山陽放送自岡山市購得後樂館中學土地，用於建設新總部。2020年7月22日，山陽放送新總部竣工。該建築地上有5層，地下有1層，總樓面面積11,421平方公尺，在一層還設有音樂廳。藝術家岡本太郎的浮雕「躍進」亦搬至新總部。山陽放送預計將自2021年啟用新總部。2018年5月，山陽放送公佈了設立廣播控股公司的計劃。2019年4月1日，在完成法律程序和獲得總務大臣認可之後，山陽放送將公司名稱改為RSK控股公司，而廣播及電視業務則由新設立的RSK山陽放送繼承。山陽放送因此成為日本第10家廣播控股公司，也是主要5地区（東京、名古屋、大阪、福岡、北海道）以外的第一家廣播控股公司。

## 廣播部門
1955年，山陽電台播出紫雲丸事故的新聞，並將新聞素材送至日本其他的民營廣播電台:32。1965年，山陽放送電台加入JRN聯播網:58。1977年，山陽放送電台實現24小時播出:84。翌年在開播25週年之際，山陽放送廣播舉辦了RSK廣播祭（RSKラジオまつり），並播出了無廣告連續直播25小時的特別節目，取得盛大反響，成為之後山陽放送電台每年播出的招牌節目:87。
1992年，山陽放送廣播開始播出AM立體聲節目:120。1997年，山陽放送廣播加入NRN聯播網，進一步充實節目來源:132。2014年，山陽放送電台加入了radiko服務，在網路上亦能收聽到山陽放送電台的廣播節目。

## 電視部門
1967年4月，山陽放送開始播出日本的地方電視台首個大型自製資訊節目《早安週日》（おはよう日曜です），在每週日早晨播出1小時:62。1969年，山陽放送播出了日本首次國會議員選舉的電視政見發表，並獲得29.8%的高收視率:66。1971年10月，山陽放送開始在每週一至週五傍晚18時播出30分的《山陽電視晚間新聞》，是日本民營電視台第一個在傍晚播出的大型帶狀地方新聞節目:70。2005年，該節目更名為《RSK晚間新聞》，是播出至今的長壽節目。2019年，該節目憑藉自1980年開始對麻風病的持續報道而獲得銀河賞報道活動部門大賞。1981年，山陽放送啟用新聞專用攝影棚，此後山陽放送的自製新聞節目均從新聞攝影棚播出:94。1993年，山陽放送在週一至週五17時播出《RSK5時》節目，使山陽放送在平日傍晚播出2小時的新聞資訊節目:124。2012年開始，山陽放送每月在週三黃金時段播出一次自製紀錄片節目《RSK區域特集》。
1973年，山陽放送開始播出《夫人！10點了》（奥さん！10時です），是日本地方電視台最早的自製主婦向資訊節目之一:76。該節目播出了11年之久，在1984年被《主婦廣角·11攝影棚》（奥さまワイド・スタジオ11）取代:102。
自1984年開始在每週二播出的地方資訊節目《Community Channel C&C》（コミュニティチャンネル C&C）是山陽放送少數在晚間時段播出的自製節目，由電影評論家水野晴郎主持:102。自1989年開始，山陽放送播出《VOICE21》節目，聚焦瀨戶內海地區動態:114。該節目雖然在2013年停播。但自2015年開始，山陽放送在週三晚間19時播出《VOICE愛》節目，可視為《VOICE21》的後繼節目。

## 外部連結
- RSK山陽放送官方網站 （页面存档备份，存于）
- RSKテレビ的X（前Twitter）
- RSK山陽放送的Facebook專頁
- RSK-山陽放送的Instagram帳戶
- YouTube上的RSK山陽放送公式頻道
- YouTube上的RSK山陽放送頻道（頻道已停止更新）

34°39′52.5″N 133°55′57.5″E / 34.664583°N 133.932639°E